# Margaret Gurney
Pour les articles homonymes, voir Gurney.
Margaret Gurney (28 octobre 1908 - 19 mars 2002) est une mathématicienne, statisticienne et programmeuse informatique américaine. Initialement formée à l'étude mathématique des équations aux dérivées partielles au Swarthmore College, à l'université Brown et à l'université de Göttingen, elle est venue travailler pour le Bureau du recensement des États-Unis (US Census Bureau). Là, elle s'est fait connaître pour son expertise en échantillonnage, en échantillonnage stratifié et en méthodologie d'enquête. Au Census Bureau, elle a également travaillé comme l'une des premières programmeuses de l'ordinateur UNIVAC I. Plus tard, elle est devenue consultante internationale, enseignant des méthodes statistiques dans les pays en développement. Elle a gagné la Médaille d'argent du Département du Commerce (en) et a été reconnue comme Fellow de l'American Statistical Association.  

## Enfance et éducation
Les parents de Gurney, Anna Elizabeth Pickett et Dayton Alvin Gurney, ont tous deux étudié à l'université d'État du Michigan, alors appelée State Agricultural College. Son père est devenu ingénieur civil pour l'armée (plus tard ingénieur en chef du Département des munitions), et elle et ses deux frères et sœurs sont nés à Washington, DC. Elle y fréquente la Central High School, puis va au Swarthmore College avec le soutien d'une bourse White. À Swarthmore, elle obtient un bachelor en mathématiques, physique et astronomie en 1930, avec la plus haute distinction.  
Elle commence ses études supérieures à l'université Brown en 1930 et y obtient une maîtrise en 1931. De 1932 à 1933, elle voyage en tant que boursière à l'université de Göttingen en Allemagne ; elle retourne à Brown et y termine son doctorat en 1934. Sa thèse, portant sur l'analyse mathématique des équations aux dérivées partielles hyperboliques partielles, est intitulée Some General Existence Theorems for Partial Differential Equations of Hyperbolic Type, sous la direction de Jacob Tamarkin.  

## Carrière
Gurney commence son travail avec le gouvernement américain en 1938, travaillant pour le Budget Bureau d' abord en tant que consultante en statistique, puis à partir de 1940 en tant qu'économiste. Elle part au United States Census Bureau en 1944 et se retire du recensement en 1973. Au Census Bureau, Gurney aide à planifier des enquêtes par échantillonnage et met en œuvre ses méthodes statistiques sur l'UNIVAC I, le premier ordinateur commercial aux États-Unis.  
À partir de 1961, et après sa retraite, Gurney travaille également comme consultante internationale en statistique, enseignant la méthodologie statistique et les statistiques agricoles dans les régions en développement du monde en association avec le Bureau of Labor Statistics du Département du Travail des États-Unis. Elle commence ce travail à Porto Rico et poursuit ensuite ce travail en Amérique centrale et du Sud, en Afrique et en Asie du Sud-Est.  
Elle vit avec sa sœur Ruth Park à Quilcene, dans l'état de Washington après sa retraite et y décède le 19 mars 2002.  

## Prix et distinctions
Gurney reçoit la médaille d'argent du Département du Commerce (en) en 1966, « pour sa contribution continue à la théorie et à l'application des méthodes d'enquête par sondage sur une longue période ». En 1968, Gurney est élue membre de l'American Statistical Association en l'honneur de ses « contributions remarquables à la théorie des enquêtes par sondage récurrentes, à la mesure des erreurs de non-échantillonnage et aux programmes de formation de statisticiens étrangers aux enquêtes par sondage sur leurs propres pays »".  

## Pulications
- Margaret Gurney, (décembre 1932) "Cesàro summability of double series", Bulletin de l'American Mathematical Society, 38 (12): 825–827, doi : 10.1090 / S0002-9904-1932-05528-8, MR   1562525
- Morris H. Hansen, William N. Hurwitz, Margaret Gurney (juin 1946), «Problems and methods of the sample survey of business», Journal of the American Statistical Association, 41 (234): 173–189, doi : 10.1080 / 01621459.1946.10501862
- Tore Dalenius, Margaret Gurney (janvier 1951) : "The problem of optimum stratification. II", Scandinavian Actuarial Journal, 1951 (1–2): 133–148, doi : 10.1080 / 03461238.1951.10432134, MR   0048752
- Margaret Gurney, Joseph F. Daly (1965), "A multivariate approach to estimation in periodic sample surveys", Actes de la Section des statistiques sociales, American Statistical Association, pp.   242–257
- Margaret Gurney, Robert S. Jewett (décembre 1975), "Constructing orthogonal replications for variance estimation", Journal of the American Statistical Association, 70 (352): 819–821, doi : 10.1080 / 01621459.1975.10480308